# Giorgio Szegö
Giorgio Szegö, auch George Philip Szegö (* 10. Juli 1934 in Como; † 14. April 2020), war ein italienischer Mathematiker und Finanzwissenschaftler.

## Leben
Szegö ging auf die Schule in Pavia (Collegio Ghisleri) mit dem Abschluss 1952 und studierte Physik an der Universität Pavia mit dem Laurea-Abschluss 1956. Er forschte bei AGIP in Kernphysik, war Assistent am Polytechnikum Mailand und 1958 bis 1960 an der Technischen Universität Darmstadt sowie 1960 bis 1964 in den USA. Er war Assistant Professor am Center for Control Studies der Purdue University und danach am Research Institute for Advanced Studies in Baltimore. 1964 erhielt er die Lehrbefugnis in Kontrolltheorie und lehrte an der Universität Mailand. 1970 wurde er außerordentlicher Professor für Mathematik an der Universität Cagliari und 1973 ordentlicher Professor an der Universität Venedig. 1975 bis 1984 war er Professor für Finanzmathematik an der Universität Bergamo und deren Rektor. Ab 1984 war er Professor an der Universität La Sapienza in Rom (Bank- und Finanzwesen). Dort war er auch Direktor der Postgraduierten-Schule für Bankpolitik und Bankengesetze an seiner Universität.
Er war Gastprofessor am Massachusetts Institute of Technology, der Case Western Reserve University, der Cornell University und der Purdue University. 1984 war er Fulbright-Stipendiat. 2000 wurde er Ehrendoktor in Wirtschaftswissenschaften der Universität Bergamo. 1984 bis 1994 war er Ko-Direktor der Studiengruppe für das italienische Bankensystem an der New York University. Er beriet den Internationalen Währungsfonds und die Weltbank und war in verschiedenen OECD Komitees (so war er 1983 bis 1985 Vizepräsident des Komitees Information, Computer and Communication Policies der OECD). 1975 bis 1984 war er Rektor des Ateneo di scienze lettere ed arti di Bergamo. Dort organisierte er das erste italienische Treffen der European Finance Association (Efa).
Er war Mitherausgeber (und 1977 Mitgründer) des Journal of Banking and Finance (Elsevier). 1988 war er Präsident der European Finance Association und 1990 bis 1996 Präsident des italienischen Instituts für Options und Futures. Außerdem war er in verschiedenen Aufsichtsräten. 1974 war er einer der Gründer der Zeitschrift Mathematical System Theory.
Szegö war der Ko-Autor einer Monographie über die Stabilitätstheorie Dynamischer Systeme in der Grundlehren-Reihe.

## Schriften
- mit Nam P. Bhatia: Stability Theory of Dynamical Systems, Grundlehren der mathematischen Wissenschaften 161, Springer 1970
- Portfolio Theory. With Application to Bank Asset Management, Academic Press 1980
- Il Sistema Finanziario: Economia e Regolamentazione, McGraw Hill 1995 (erhielt 1996 den St. Vincent Preis für Ökonomie)
- mit Karl Shell: Mathematical Methods in Investment and Finance, North Holland 1973